# Roberto Bernardini
Roberto Bernardini (* 21. Januar 1944 in Rom) ist ein italienischer Profigolfer und Golflehrer. 
Er wurde im Jahre 1961 Berufsgolfer und spielte ab 1972 auf der neu gegründeten European Tour bis 1980. Ein 13. Platz bei den Open Championship 1972 und ein fünfter Platz bei den Open de France im Jahre 1974 zählen neben den fünf Turniersiegen zu seinen größten Erfolgen. Insgesamt neunmal hat Bernadini sein Land im World Cup vertreten. Nach Erreichen des 50. Lebensjahres war Bernadini von 1994 bis 1998 und von 2001 bis 2002 auf der European Seniors Tour tätig.
Bernadini ist seit 1971 mit Caterina verheiratet und hat zwei Söhne, Luca (* 1974) und Marco (* 1978). 

## Turniersiege
- 1968 Swiss Open
- 1969 Garlenda Open, Walworth Aloyco, Swiss Open
- 1972 Shell Trophy

## Teilnahmen bei Teambewerben
- World Cup (für Italien): 1966, 1967, 1968, 1969, 1971, 1972, 1973, 1974, 1975
- Philip Morris International: 1976